# Сола, Хуан де
Хуа́н (Исаа́к) де Со́ла (исп. Juan (Isaac) de Sola; около 1795, Кюрасао, Вест-Индия — 1860, Карабобо, Венесуэла) — выходец из сефардского рода Де Сола, деятель венесуэльского антиколониального движения, генерал. 

## Биография
В 1817 году отправился в Ангостуру, Венесуэла и сделался руководителем газеты «Correo de Orinoco», вокруг которой сгруппировались южноамериканские патриоты. Когда последние восстали против Испании, Сола вступил в ряды повстанцев. Его способности были замечены и он был назначен в генеральный штаб под командование генерала Хосе Антонио Паэса, и вскоре был дослужился до чина подполковника. Де Сола принял участие во многих сражениях, включая решающую битву при Карабобо 4 июня 1821 года, в результате которой было образовано независимое государство Великая Колумбия, объединявшее территории современных Колумбии, Венесуэлы, Эквадора и Панамы. 7 и 8 ноября 1823 года вместе с генералом Паэсом участвовал в битве при Пуэрто-Кабельо, в которой командовал кавалерией. Во время этой битвы был ранен — его лицо до конца жизни украшал шрам.
В течение всей своей военной карьеры верным Де Сола оставался верным сподвижником генерала Паэса. В 1826—1830 годах сражался вместе с генералом за отделение Венесуэлы от Великой Колумбии. В 1830 году получил звание полковника и в течение недолгого времени возглавлял генеральный штаб. В 1831 году Паэс был избран президентом страны и оставался в этой должности с перерывами до 1843 года. После падения режима Паэса и провозглашения генерала Монагаса диктатором в 1843 году, Сола оставил военную службу и сделался редактором и издателем газет «El Gaceta Carabobo» и «El Patriota» в Валенсии. В 1858 году в ходе начавшейся гражданской войны против Монагаса Сола командовал второй дивизией революционной армии. В 1859 году новым правительством был произведен в чин генерала.